# Præsten fra Byen Blace-Center
Præsten fra Byen Blace-Center er en amerikansk stumfilm fra 1916 af Charles Swickard.

## Medvirkende
- William S. Hart som Blaze Tracy.
- Clara Williams som Faith Henley.
- Jack Standing som Robert Henley.
- Alfred Hollingsworth som Silk Miller.
- Robert McKim.